# Frédéric Regard
Pour les articles homonymes, voir Regard (homonymie).
Frédéric Regard, né en 1959, est professeur de littérature anglaise à l'université Paris-Sorbonne. Il enseigne la littérature des XIXe, XXe et XXIe siècles, ainsi que la théorie littéraire. C'est l'un des spécialistes des études de genre en France.

## Biographie
Né en 1959 en Algérie dans une famille installée en Kabylie depuis le XIXe siècle, il arrive en métropole à l'âge de 10 ans pour y faire ses études secondaires, puis entre à l'École normale supérieure de Saint-Cloud en 1978, où il se spécialise en littérature anglaise. Il obtient l'agrégation en 1981 puis, sous la direction d'Hélène Cixous, entame un doctorat d'État sur l'œuvre du romancier William Golding, lauréat du Prix Nobel de littérature une année plus tard. Son approche est déjà celle qui marquera la suite de sa carrière : la relation entre éthique et esthétique. Il soutient sa thèse en 1990 à l'université Paris-VIII.

## Carrière
Enseignant au lycée Montaigne de Bordeaux et au lycée Simone Weil de Saint-Étienne, Frédéric Regard occupe aussi plusieurs postes d'enseignant à l'étranger, à l'université d'Otago à Dunedin (Nouvelle-Zélande) et à l'université du Caire en Égypte. Il est élu professeur des universités à l'université Jean-Monnet-Saint-Étienne en 1991, puis est nommé directeur de l'anglais à l'École normale supérieure de Fontenay-Saint-Cloud lors de son inauguration en septembre 2000. Il remplira ces fonctions jusqu’à son départ pour l'université Paris-Sorbonne, où il est élu professeur de littérature britannique moderne (XIXe – XXIe siècles) en 2008.

## Recherche
Frédéric Regard a publié de nombreux ouvrages et articles sur de grandes figures du roman anglais (Virginia Woolf, George Orwell, Doris Lessing, entre autres), mais aussi sur des auteurs contemporains (Anthony Burgess, Angela Carter, Jeanette Winterson, Salman Rushdie, Hanif Kureishi). Il étend au début des années 2000 son champ de recherche à la prose du XIXe siècle, en particulier au domaine des écritures de vie (autobiographies, biographies, récits d’exploration, etc.), axe qui l’amène à fonder l’équipe de recherche SEMA, affiliée au CNRS. Tout en continuant d’écrire sur la littérature anglaise des XXe et XXIe siècles, il publie alors des articles et ouvrages sur le cardinal John Henry Newman, des explorateurs tels que E. B. Tylor, Richard F. Burton, John Ross ou John Franklin, la voyageuse Honoria Lawrence, l’esclave Mary Prince, le journaliste W. T. Stead ou l’activiste féministe Josephine Butler. Son dernier ouvrage est consacré aux "reines du crime" anglaises, qu'il replace dans une histoire occultée.
Frédéric Regard est par ailleurs le fondateur et pilote de la série « Les Fondamentaux du féminisme anglo-saxon », publiée par ENS Éditions.
Il a été chercheur associé au Centre d'études féminines et d'études de genre et membre du conseil scientifique de l'Institut du Genre au moment de sa création.
On lui doit enfin plusieurs articles sur Hélène Cixous, dont il a préfacé la réédition du célèbre essai Le Rire de la Méduse, et Jacques Derrida.

## Publications
- 1984 de George Orwell, Paris, Gallimard, coll. « Foliothèque », 1994.
- La biographie littéraire en Angleterre, Saint-Étienne, Presses universitaires de Saint-Étienne (PUSE), 1999.
- L'autobiographie littéraire en Angleterre, Saint-Étienne, PUSE, 2000.
- L'écriture féminine en Angleterre : perspectives postféministes, Paris, Presses universitaires de France, 2002.
- La force du féminin : sur trois essais de Virginia Woolf, Paris, La Fabrique, 2002.
- Mapping the Self: Space, Identity, Discourse in British Auto/Biography, Saint-Étienne, PUSE, 2003.
- De Drake à Chatwin. Rhétoriques de la découverte, Lyon, ENS Éditions, 2007.
- Histoire de la littérature anglaise, Paris, PUF, 2009.
- British Narratives of Exploration: Case Studies on the Self and Other, Londres, Pickering and Chatto, 2009.
- The Quest for the Northwest Passage: Knowledge, Nation and Empire, 1576-1806, Londres, Pickering and Chatto, 2012.
- Arctic Exploration in the Nineteenth Century: Discovering the Northwest  Passage, Londres, Pickering and Chatto, 2013.
- Féminisme et prostitution dans l’Angleterre du XIXe siècle : la croisade de Josephine Butler, Lyon, ENS Éditions, 2014.
- Le Détective était une femme. Le polar en son genre, Paris, PUF, 2018.
- Josephine Butler. Récit d'une croisade féministe (essai biographique), Paris, Editions de Paris/Max Chaleil, 2021.
- Déconstructions queer. Les fondamentaux (avec Anne Tomiche), Paris, Hermann, 2023.